# Seeds (TV on the Radio)
| Recensione       | Giudizio |
| ---------------- | -------- |
| sentireascoltare | (7.2/10) |

Seeds è il quinto album discografico in studio del gruppo musicale rock statunitense TV on the Radio, pubblicato nel novembre 2014.

## Tracce
1. Quartz – 3:58
2. Careful You – 5:12
3. Could You – 4:01
4. Happy Idiot – 3:03
5. Test Pilot – 4:41
6. Love Stained – 4:20
7. Ride – 6:29
8. Right Now – 4:23
9. Winter – 3:41
10. Lazerray – 3:37
11. Trouble – 4:34
12. Seeds – 4:44
13. Nobody Else – 3:19
14. Mystery Eyes – 5:21

## Formazione
- Tunde Adebimpe
- Kyp Malone
- David Andrew Sitek
- Jaleel Bunton